# Ixodes evansi
Ixodes evansi este o specie de căpușe din genul Ixodes, familia Ixodidae, descrisă de Joseph Charles Arthur în anul 1956. Conform Catalogue of Life specia Ixodes evansi nu are subspecii cunoscute.